# Aphnaeus tamaniba
Aphnaeus tamaniba är en fjärilsart som beskrevs av Walker 1870. Aphnaeus tamaniba ingår i släktet Aphnaeus och familjen juvelvingar. Inga underarter finns listade i Catalogue of Life.